# Chiapacris
Chiapacris är ett släkte av insekter. Chiapacris ingår i familjen gräshoppor.
Kladogram enligt Catalogue of Life:
| Chiapacris | \| \| Chiapacris eximius \| \| \| \| \| \| Chiapacris nayaritus \| \| \| \| \| \| Chiapacris velox \| \| \| \| |
|            | \| \| Chiapacris eximius \| \| \| \| \| \| Chiapacris nayaritus \| \| \| \| \| \| Chiapacris velox \| \| \| \| |
|            | Chiapacris eximius                                                                                             |
|            | |
|            | Chiapacris nayaritus                                                                                           |
|            | |
|            | Chiapacris velox                                                                                               |
|            | |